# إنزيم التكيف
الإنزيم التكيفي أو الإنزيم المستحث هو إنزيم يتم التعبير عنه فقط في الظروف التي يكون فيها من الواضح أنه ذو قيمة تكيفية، على عكس الإنزيم المكون الذي يتم إنتاجه طوال الوقت. يستخدم الإنزيم المستحث لتفتيت الأشياء في الخلية. وهو أيضًا جزء من نموذج الأوبرون، الذي يوضح طريقة الجينات للتشغيل «والإيقاف».
يؤدي المستحث إلى تشغيل الجين و (يتم التحكم فيه بكمية المادة المتفاعلة التي تقوم بتشغيل الجين). ثم هناك البروتين المثبط الذي يوقف الجينات. يمكن للمحث إزالة هذا المثبط، وإعادة تشغيل الجينات.
عامل التشغيل هو جزء من الحمض النووي حيث يرتبط المكثف بإغلاق جينات معينة ؛ المحفز هو قسم من DNA حيث يرتبط بوليميراز RNA. وأخيرًا، فإن الجين التنظيمي هو جين بروتيني مثبط.
مثال على الإنزيم المستحث هو COX-2 الذي يتم تصنيعه في البلاعم لإنتاج Prostaglandin E2 بينما يتم إنتاج الإنزيم المكون COX-1 (إيزوزيم آخر في عائلة COX) دائمًا في مجموعة متنوعة من الأعضاء في الجسم (مثل المعدة).